# Seen
Ne doit pas être confondu avec Joseph Mirando.
Richard Mirando, dit Seen, né en 1961 dans le Bronx (New York), est un graffiti-artist américain.

## Biographie
Seen, Richard Mirando de son vrai nom, est né en 1961 dans le Bronx où il a grandi. Surnommé le Godfather of Graffiti, Seen vit désormais entre Paris et New York.
Le mouvement graffiti est à cette époque en pleine émergence. Richard est captivé par les rames de métro peintes qui roulent le long de la ligne 6 ou qui stationnent dans le dépôt de Lexington Avenue. Le garage de son oncle est adossé à ce yard. Il pénètre dans le dépôt un samedi après-midi de 1973 et réalise sa première « pièce ». Il choisit le pseudo « Seen ». Il va jusqu’à peindre des whole cars (wagons entiers) qui marquent l’esprit des New-Yorkais. Son père le bat régulièrement pour le punir. 
En 1982, le film documentaire Style Wars de Tony Silver et Henry Chalfant en font une icône du mouvement dans le reste du monde. 
En 1981, il prend place aux côtés d'Andy Warhol, Keith Haring et Basquiat, à l’exposition « New York, New Wave » au PS1 de New York. 
Seen continue d'exposer seul ou en groupe avec des artistes tels que Banksy, Obey. Il compte parmi les artistes représentés à l'exposition "Conquête urbaine" au Musée des Beaux-Arts de Calais en 2019.
Seen bat le record mondiale de la toile de graffiti la plus chère, Superman Who, 2009 à 96 000 $, le 15 février 2012,,. Il détrône le précédent record détenu par JonOne, en 2007, avant d'être dépassé par Kaws en 2015.

## Expositions

### Expositions personnelles
- 1982, 1983, 1985 : The Yaki Kornblitt Gallery, Amsterdam
- 1983 : Stellweg-Seguy gallery, New York
- 1985 : Suntory company, Tokyo
- 1995 : Clayton Gallery, New York
- 2001 : Twenty-four Gallery, Vancouver. Bob's Gallery, New York
- 2003 : Toy Tokyo Gallery, New York. STIP Gallery, Amsterdam. Stussy SF Gallery, San Francisco. Concrete Vibes Gallery, New York. Marco Art Gallery, New York
- 2005 : Rocket World Gallery, San Francisco. Outside Institute Space, Londres. Prosper Gallery, Tokyo. Mc Caigwelles Gallery, New York
- 2006 : Stolen Space gallery, Londres
- 2007 : Seen City, Galerie Chappe, Paris[5],[6],[7]
- 2009 : The 1st Seen Pop-Up Show, Lyon[5]
- 2009 : The 2d Seen Pop-Up Show, Stockholm[5]
- 2010 : Please Enjoy, Magda Danysz, Paris[5]
- 2011 : Rétrospective Seen, Opera Gallery, Paris[8]
- 2013 : Les Super-Héros de Seen, Opera Gallery, Paris[9]
- 2013 : Post no bills, Opera Gallery, Hong Kong[10]
- 2017 : Super Seen, Galerie Géraldine Zberro, Paris[11]

### Expositions collectives
Seen a participé à plus d'une centaine d'expositions collectives, parmi lesquelles :
- 1981 : New York, New Wave, P.S.1, New York
- 1984 : Graffiti, Louisiana Museum of Modern Art (Danemark)
- 1991 : Graffiti Art, Musée national des monuments français, Paris
- 2007 : That 70's show, Power house arena, New York
- 2009 : TAG au Grand Palais, Paris[5]
- 2009 : Carhartt Show, Allemagne[5]
- 2009 : Nés dans la rue Fondation Cartier pour l'art contemporain, Paris[12]
- 2009 : Urbain Ier avec Jacques Villeglé, Jérôme Mesnager, M. Chat, Psyckoze, Galerie Matigon Léadouze, Paris[13],[14]
- 2010 : Playboy Redux Andy Warhol Museum, Pittsburgh, États-Unis
- 2017-2018 : Maquis-art Hall Of Fame, Musée du graffiti, L'Aérosol Paris
- 2018 : From the streets, Centre sportif La Montgolfière, Paris[15]
- 2019 : Conquête urbaine, Musée des Beaux-Arts, Calais.